# Narnhac
Narnhac ist eine französische Gemeinde mit 68 Einwohnern (Stand: 1. Januar 2022) im Département Cantal in der Region Auvergne-Rhône-Alpes. Sie gehört zum Kanton Saint-Flour-2 und zum Arrondissement Saint-Flour.
Nachbargemeinden sind Malbo im Westen und im Norden, Saint-Martin-sous-Vigouroux im Osten und Thérondels im Süden.

## Bevölkerungsentwicklung
| Jahr                       | 1962 | 1968 | 1975 | 1982 | 1990 | 1999 | 2008 | 2015 |
| -------------------------- | ---- | ---- | ---- | ---- | ---- | ---- | ---- | ---- |
| Einwohner                  | 224  | 184  | 138  | 128  | 118  | 84   | 79   | 75   |
| Quellen: Cassini und INSEE |      |      |      |      |      |      |      |      |